# Arriva l'elicottero
Arriva l'elicottero (Chopper One) è una serie televisiva statunitense in 13 episodi andati in onda per la prima volta nel corso di una sola stagione nel 1974 sulla rete ABC.

## Trama
La serie è incentrata sulle avventure di due elicotteristi della polizia di una città della California. I due sono coadiuvati dal capitano Ted McKeegan. Nell'ultimo episodio compare come guest star l'attore Nick Nolte. L'elicottero utilizzato per le riprese è un modello Bell 206 Jetranger.

## Personaggi
- Don Burdick (13 episodi, 1974), interpretato da Jim McMullan.
- Gil Foley (13 episodi, 1974), interpretato da Dirk Benedict.[2]
- Capitano Ted McKeegan, interpretato da Ted Hartley.
- Mitch, interpretato da Lou Frizzell, il meccanico.[1]

## Episodi
| Stagione       | Episodi | Prima TV originale | Prima TV Italia |
| -------------- | ------- | ------------------ | --------------- |
| Prima stagione | 13      | 1974               | 1978            |